# 達尼爾基
48°58′53″N 28°57′38″E / 48.98139°N 28.96056°E
達尼爾基（烏克蘭語：Данилки），是烏克蘭西南部的村莊，隸屬文尼察州的文尼察區。該村始建於1800年，面積1.3平方公里，海拔高度260米，2001年人口66，人口密度每平方公里50.69人。